# Urma Sellinger (Album)
Urma Sellinger ist das Debütalbum der gleichnamigen schwedischen Post-Hardcore-Gruppe Urma Sellinger aus Stockholm.
Es erschien am 26. Januar 2012 in Eigenproduktion. Das Album wird über mehrere Online-Portale wie Amazon, ITunes, Spotify und Musicload als Download weltweit angeboten. Als CD ist Urma Sellinger bisher nur im bandeigenen Onlineshop zu erwerben, welcher die CD ebenfalls weltweit verbreitet.

## Produktion und Veröffentlichung
Das Album wurde vom britischen Musikproduzenten Matt Hyde (u. a. Bullet for My Valentine, Funeral for a Friend, Slipknot), der bereits die 2010 erschienene 3-Track-EP „Live Laugh Love“ aufnahm, in den Bro Studios in London und bei Lunatic Music (ein 2009 gegründetes Label und Aufnahmestudio) in Gävle produziert. Bereits im Februar des Jahres 2011 gab die Band bekannt mit Hyde zu arbeiten.
Während der Produktionen des Albums verließ Bassist Axel Vålvik die Band im Mai aus persönlichen Gründen.
Im August veröffentlichte Urma Sellinger den Song „Plastic Smile“ vorab bei Facebook und Myspace. Am 8. Dezember wurde die Single „For Those We've Lost“ als Download bei ITunes, Spotify und Amazon veröffentlicht. Dieser Song wurde am 22. November 2011 vorab bei Bandit Rock gespielt. Mehrere Songs der Gruppe werden auch beim australischen Online-Radiosender The Pit FM gespielt.
Das Cover-Artwork stammt von dem finnischen Graphikdesign-Unternehmen Century Designs aus Joensuu.

## Titelliste
1. Overhang – 3:58
2. For Those We've Lost – 4:12
3. Plastic Smile – 3:23
4. Hide & Seek – 3:21
5. Far from Sandra – 3:52
6. Nothing But a Lie – 4:06
7. Have You Seen Yourself Lately? – 3:23
8. No Escape – 3:28
9. Every Second, Every Day – 3:34
10. Rise to the Challenges – 4:25
11. Divided We Stand – 4:44

## Thematik
In den Songs greift Urma Sellinger verschiedene Themen auf. So werden von zerbrochenen Beziehungen („Far from Sandra“, „Nothing But a Lie“), Liebe („Every Second, Every Day“), von persönlichen Problemen („Hide & Seek“, „Plastic Smile“), aber auch von den Folgen von Krieg und anderen politischen Problemen berichtet („For Those We've Lost“) berichtet.
Die Band beschreibt in den Songs persönliche Erfahrungen, versuchen dem Hörer aber auch die Welt aus den Augen der Musiker darzustellen. Die Band beschreibt sich als unpolitisch, da sie lediglich auf gesellschaftliche Probleme aufmerksam machen wollen.

## Kritiken
Sebastian Kristensen vom schwedischen Onlineportal „Rocknytt“ kritisiert das Album positiv und gab Urma Sellinger 8 von 10 Punkten. Er fand es schade, dass das Album zur Hälfte aus „altem Material bestehe die bereits auf vorherigen EPs und Singles veröffentlicht“ wurden, allerdings schreibt er, „dass das neue Material dennoch gelungen sei“. Er beschrieb das Stück „For Those We've Lost“ als einen „unglaublichen Song mit Hit-Garantie“. „Hide & Seek“ beschreibt er als Ballade, der sich mit zunehmenden Verlauf des Liedes völlig anders entpuppt. Der Song „Far from Sandra“ ist laut Kristensen ein „alter Klassiker“ den er nur schwer vergessen kann. Außerdem lobt er die Arbeit von Matt Hyde, der sogar mit Starproduzent Joey Sturgis verglichen wird.
Im britischen Crimson Moon Zine, einem Online-Musikportal, wurde der Gruppe großes Talent, mit dem die Musiker eine hohe musikalische Qualität erreichen könne, zugesprochen. Der Kritiker vergab 8,5 von 10 möglichen Punkten.